# Журавленко Олександр Анатолійович
Олександр Анатолійович Журавленко (18 березня 1965) — радянський та український футболіст, півзахисник.

## Ігрова кар'єра
В чемпіонаті СРСР грав у командах другої ліги «Суднобудівник», «Кристал» та «Дніпро» (Черкаси).
В першому чемпіонаті України виступав у складі «Артанії», з якою обійняв високе третє місце в групі «Б» першої ліги. 1994 року перейшов до «Евіс», який боровся за право виступати у вищій лізі. Миколаївці обійняли друге місце в турнірі й вибороли таке право. 17 липня 1994 року в матчі СК «Миколаїв» — «Зоря» (Луганськ), 2:1, Олександр Журавленко дебютував у вищій лізі чемпіонату України.
За два неповних сезони в Миколаєві Журавленко не став гравцем основного складу «корабелів» й уже навесні 1995 року повернувся до Херсону, де ще в радянський період кар'єри провів 5 сезонів. У загальному (з урахуванням радянського періоду) в «Кристалі» («Таврії», «Водникові») Олександр провів 11 років, відіграв 201 матч, в яких забив 6 голів. Двічі ставав срібним призером групи «Б» другої ліги (1995/96 та 1998/99). В сезоні 1997/98 ставав переможцем турніру.